# Herb Wyspy Wniebowstąpienia

Herb Wyspy Wniebowstąpienia

Herb Wyspy Wniebowstąpienia – herb Wyspy Wniebowstąpienia wprowadzony 9 sierpnia 2012 roku. Przed jego wprowadzeniem oficjalnym herbem wyspy był Herb Wielkiej Brytanii.
Przedstawia na tarczy w polu srebrnym na błękitnych falach krokiew zieloną  pomiędzy trzema (2,1) fregatami  (fregata  aquila).
Na tarczy hełm z zielono-srebrnymi labrami. W klejnocie na zielono-srebrnym zawoju okręt na falach  na tle zielonej piramidy.
Trzymacze - zółwie zielone (Chelonia mydas) stojące na skałach z endemicznymi  roślinami wyspy.
Zielona krokiew symbolizuje najwyższy punkt wyspy Green Mountains (859 m n.p.m.)
Okręt w klejnocie  pochodzi z herbu Wyspy Świętej Heleny (Wyspa Wniebostąpienia jest dependencją Św. Heleny).
Żółwie zielone - plaże wyspy są ważnym miejscem legowym tych żołwi.
.Autorstwo herbu -College of  Arms  w Londynie.